# Piotr Nisztor
Piotr Nisztor (ur. 1984) – polski dziennikarz śledczy.

## Życiorys
Ukończył w 2008 roku studia w Instytucie Edukacji Medialnej i Dziennikarstwa Uniwersytetu Kardynała Stefana Wyszyńskiego w Warszawie. Jego praca magisterska dotyczyła historii żandarmerii wojskowej i kształtowania się jej norm etycznych.
Współpracował z tygodnikami: „Nowe Mazowsze”, „Niedziela” i „Tylko Piłka”. Publikował nadto w dziennikach: „Życie” i „Życie Warszawy”. Pracował także w „Gazecie Polskiej” i „Dzienniku”. Od  końca 2007 do stycznia 2012 roku był dziennikarzem „Rzeczpospolitej”. Na jej łamach opublikował w lipcu 2008, wraz z Izabelą Kacprzak i Piotrem Kubiakiem, artykuł ujawniający nagranie rozmowy, która miała stanowić dowód na złożenie przez prezydenta Sopotu Jacka Karnowskiego propozycji korupcyjnej jednemu z przedsiębiorców. Za tę publikację otrzymał nominację do nagrody MediaTory. Od września do listopada 2009 roku był gospodarzem emitowanego na antenie TVP1 magazynu śledczego „Na tropie”.
Publikował później w „Pulsie Biznesu”, natomiast od września 2013 do stycznia 2014 roku był redaktorem naczelnym tygodnika z przedrukami z prasy „7 Dni Puls Tygodnia”. Do końca 2014 współpracował z tygodnikiem „Wprost”, którego redakcji dostarczył zapisy podsłuchanych rozmów z politykami i ważnymi urzędnikami. W czerwcu 2014 roku czasopismo opublikowało pierwszy z artykułów z treścią taśm, pod którym podpisał się m.in. Nisztor (tzw. afera podsłuchowa). Za publikację tę otrzymał nagrodę Grand Press w kategorii news oraz nominację do Nagrody im. Andrzeja Woyciechowskiego.
Wcześniej dwukrotnie otrzymał nominację do nagrody Grand Press w kategorii news – w 2008 za tekst o umorzeniu przez wicepremiera Waldemara Pawlaka kary finansowej nałożonej na spółkę paliwową J&S Energy, i w 2012 za cykl pt. Taśmy PSL, dotyczący nagrań rozmów polityków Polskiego Stronnictwa Ludowego, sugerujących nepotyzm i niegospodarność w spółkach Skarbu Państwa.
Od stycznia 2015 r. współpracuje z tygodnikiem „Gazeta Polska”, dziennikiem „Gazeta Polska Codziennie” i portalem niezalezna.pl. Był gospodarzem programu „Rozmowa Ściśle Jawna”, emitowanego na antenie Telewizji Republika. W latach 2022–2023 współpracował z TVP INFO, gdzie prowadził cotygodniowy, autorski program "Śledczym Okiem" oraz współtworzył wraz z Szymonem Wochalem cyklu reportaży o historii polskiej mafii pt. "Ludzie z Miasta". Przez kilka lat współpracował też z Polskim Radiem 24, gdzie prowadził m.in. program "W cieniu Afer". W styczniu 2018 r., komentując kryzys w stosunkach polsko-izraelskich, zasugerował, że osoby z obywatelstwem polskim wspierające Izrael powinny rozważyć zmianę obywatelstwa na izraelskie.
Współautor książek pt.: Kto naprawdę ich zabił? (2010), dotyczącej katastrofy polskiego Tu-154 w Smoleńsku, Nietykalni. Kulisy polskich prywatyzacji. Prawdziwa historia gospodarcza III RP (2014) i Jan Kulczyk. Biografia niezwykła (2015). Autor publikacji Jak rozpętałem aferę taśmową (2014), za którą otrzymał 30 stycznia 2015 „Nagrodę Watergate” za rok 2014 przyznaną przez Stowarzyszenie Dziennikarzy Polskich. W 2016 r. ukazała się jego piąta książka Skok na banki. Kto kontroluje pieniądze Polaków, kompleksowa publikacja o historii sektora bankowego w Polsce. Z kolei w 2019 r. ukazała się jego książka Rekiny Wojny Kto naprawdę zarabia na handlu polską bronią?, opisująca kulisy kontraktów eksportowych zawieranych przez państwowe przedsiębiorstwo zbrojeniowe Bumar (obecnie Polski Holding Obronny).
Według publikacji dziennikarskich Wojciecha Surmacza (2014), Jana Pińskiego, Elżbiety Rutkowskiej, Grzegorza Kopacza (2017), Tomasza Szwejgierta (2020) Piotr Nisztor był tajnym współpracownikiem Centralnego Biura Antykorupcyjnego. On sam zaprzeczył tym twierdzeniom i złożył zawiadomienie o popełnieniu przestępstwa z art. 212 kodeksu karnego.
W marcu 2024 Onet poinformował, że dysponuje nagraniem z podsłuchu jaki CBA założyło ówczesnemu prezesowi Orlenu, Danielowi Obajtkowi. Nagrana jest na nim rozmowa Obajtka z Nisztorem, który prosi prezesa o pracę dla żony i ojca oraz ujawnia, że ma kłopotliwe dla PiS-u informacje o aferze GetBack. Komentując te doniesienia, Nisztor stwierdził, że słyszał o tym, że jego rozmowy z Obajtkiem mogły zostać nagrane, nie wie jednak, czy nagrania są wiarygodne i czy nie zostały zmanipulowane. Z kolei Obajtek we wpisie w serwisie X uznał, że zarówno nagrywanie go jak i przekazywanie tych nagrań jest patologią i zapowiedział złożenie zawiadomienie w tej sprawie do prokuratury.
Od 2022 prowadzi różne pasma publicystyczne w Telewizji Republika. W 2024, również na antenie tej stacji został gospodarzem wybranych wydań rozmowy Gość Dzisiaj oraz dołączył do zespołu redakcyjnego satyryczno-publicystycznego magazynu Piachem w tryby. Od maja 2024 prowadzi także magazyn śledczy Ściśle jawne.